# Hüven
Hüven település Németországban, azon belül Alsó-Szászország tartományban. Lakosainak száma 543 fő (2023. december 31.). Hüven Lahn, Lähden, Groß Berßen és Sögel községekkel határos.

## Népesség
A település népességének változása:
| Lakosok száma | 540  | 526  | 540  | 550  | 543  | 543  |
|               | 2016 | 2017 | 2019 | 2021 | 2022 | 2023 |